# Yé Lassina Coulibaly

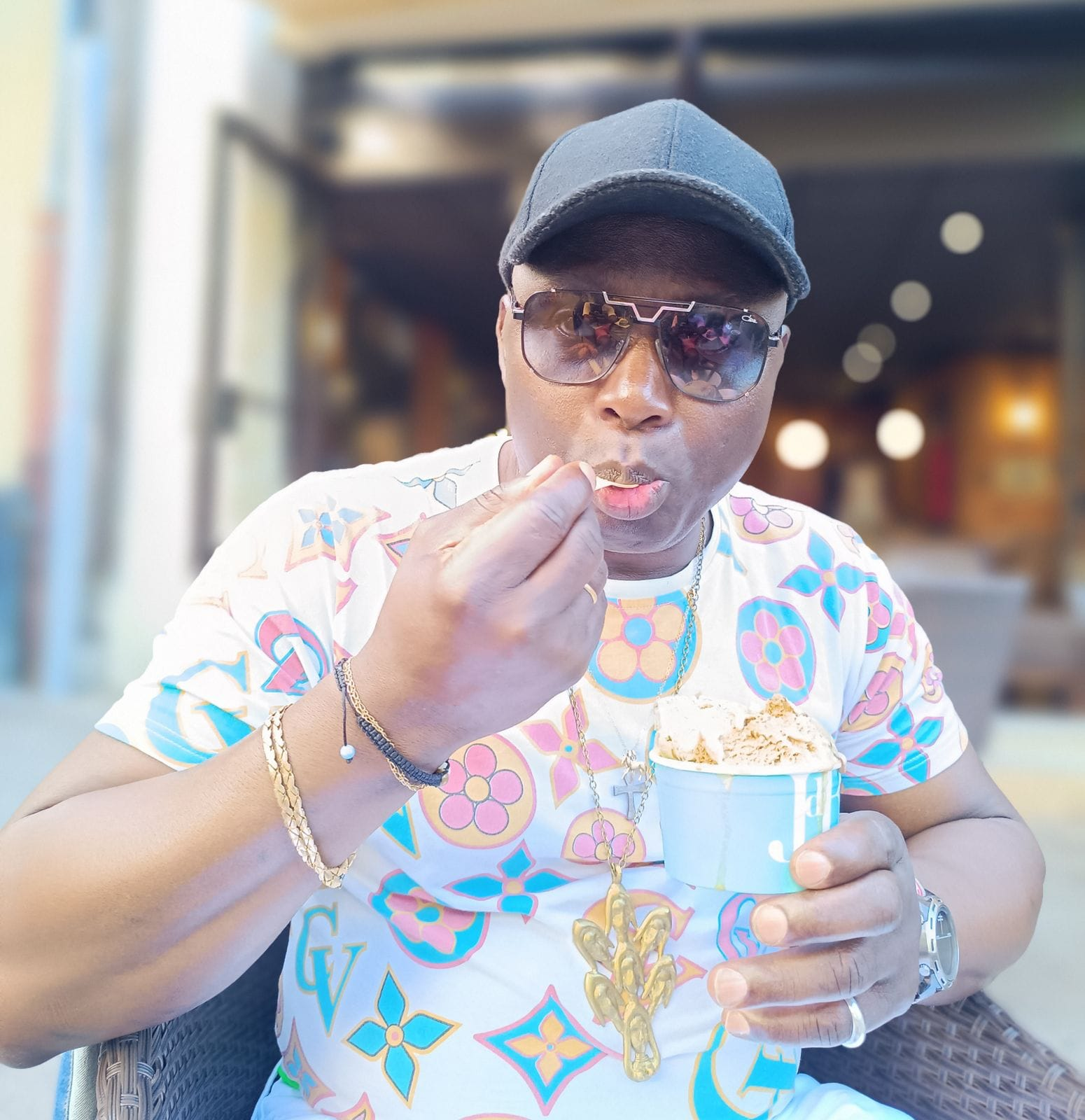
Yé Lassina Coulibaly, auteur-compositeur et musicothérapeute burkinabè.

Yé Lassina Coulibaly (né en 1966 à Bobo-Dioulasso, Burkina Faso) est un musicien, auteur-compositeur-interprète et musicothérapeute burkinabè d'origine malienne et ivoirienne, installé en France. Il est fondateur de l’ensemble Yan Kadi Faso et de l’orchestre Afro-jazz Europe-Afrique. 

## Biographie
Issu d’une famille bamanan, Yé Lassina Coulibaly se forme très tôt aux musiques traditionnelles d’Afrique de l’Ouest. Initié aux pratiques musicales et rituelles des sociétés traditionnelles comme le Korèduga au Mali, il s’oriente vers un parcours de musicien professionnel à partir des années 1980.  
Installé en France, il collabore avec plusieurs artistes internationaux, dont Michel Portal, Manu Dibango ou Salif Keita. Il participe à des festivals tels que Africa Fête (Paris, La Cigale), Europa Jazz ou encore des tournées en partenariat avec les Percussions de Nantes.  
Il s’est également produit dans plusieurs émissions télévisées françaises, dont Le Cercle de minuit animé par Michel Field et Dimanche Martin, où il accompagne les Gipsy Kings.

## Carrière
À travers son groupe Yan Kadi Faso, Coulibaly développe un répertoire hybride, associant balafons polyphoniques et jazz contemporain. Il défend une musique de fusion entre tradition et modernité, intégrant des influences afro-jazz.  
Parallèlement, il s’investit dans la musicothérapie, proposant une approche qu’il décrit dans son ouvrage L’art des sons, l’art du soin paru en 2023. Il travaille notamment auprès de publics vulnérables dans une perspective de médiation culturelle et sociale.  

## Distinctions
Le 15 janvier 2011, il reçoit la médaille de chevalier de l’Ordre du Mérite des Arts, des Lettres et de la Communication du Burkina Faso pour sa contribution à la musique et à la danse.

## Discographie
- Musiques du Burkina Faso & du Mali (avec Yan Kadi Faso)
- Burkina Faso - Mali : Musiques actuelles (2001)
- Djembe (2001)
- Ido attitude (avec André Serre-Milan, 2003, Radio France)
- Bamanankan (2005)
- Burkina Faso: Farafina Djembe (2006)
- Kongokele (2006)
- Duo Frissonore (avec André Serre-Milan, 2008)
- Anthologie (2011)